# Millard Fillmore
Millard Fillmore (7 tháng 1 năm 1800 - 8 tháng 3 năm 1874) là tổng thống thứ 13 của Hoa Kỳ, giữ chức từ 1850 đến 1853, và là thành viên cuối cùng của Đảng Whig giữ cương vị Tổng thống. Ông từng làm dân biểu Hạ viện Hoa Kỳ đại diện cho tiểu bang New York, được bầu làm Phó Tổng thống thứ 12 trong cuộc bầu cử năm 1848, và kế vị chức Tổng thống vào tháng 7 năm 1850 sau khi Tổng thống Zachary Taylor qua đời. Ông là nhân tố góp phần giúp Hiệp ước năm 1850 - một sự thỏa thuận dẫn đến sự đình chiến ngắn hạn về vấn đề nô lệ trong nước - được thông qua. Fillmore thất bại trong việc dành sự đề cử của Đảng Whig cho nhiệm kỳ tổng thống trong cuộc bầu cử năm 1852. Trong cuộc bầu cử 4 năm sau đó, ông nhận được sự ủng hộ từ những người theo chủ nghĩa bản địa bài ngoại đến từ Đảng Know Nothing và xếp thứ ba trong kỳ bỏ phiếu.
Fillmore sinh ra trong nghèo khó ở khu vực Finger Lakes thuộc bang New York, và cha mẹ ông là những người nông dân làm thuê. Mặc cho ông không nhận được một nền giáo dục đầy đủ, Fillmore đã thoát khỏi cành nghèo bằng việc siêng năng học tập và trở thành một luật sư thành công. Ông trở nên nổi tiếng ở vùng Buffalo với vai trò là một luật sư và chính trị gia, được bầu vào làm dân biểu Hạ Viện tiểu bang New York năm 1828, và Hạ Viện Hoa Kỳ năm 1832. Ban đầu, ông là thành viên của Đảng Anti-Masonic, nhưng theo đảng Whig khi mà tổ chức này hình thành vào giữa những năm 1830. Fillmore là đối thủ của biên tập Thurlow Weed, cùng học trò là William H. Seward, cho vị trí lãnh đạo Đảng tại tiểu bang. Trong suốt sự nghiệp của mình, ông chỉ đơn thuần nói rằng chế độ nô lệ là một tội ác, nhưng cho rằng vấn đề đó vượt quá quyền hạng của chính phủ liên bang; trong khi đó, Seward không những công khai chỉ trích chế độ này, mà còn tranh luận rằng chính phủ nên có những hành động thiết thực giúp giải quyết vấn đề. Ông đã không thành công trong việc giành lấy chứ Chủ tịch Hạ viện khi Đảng Whig giành phần lớn quyền kiểm soát tại viện này năm 1841, nhưng may mắn được giữ chức Chủ tịch Ủy ban Tài chính và Thuế vụ. Ông thất bại trong việc giành được sự bổ nhiệm của Đảng Whig cho chức Phó Tổng thống trong cuộc bầu cử năm 1844, cũng như vị trí Thống đốc bang New York trong cùng năm. Vào năm 1847, ông được bầu làm Tổng kiểm toán cho tiểu bang New York và là người đầu tiên làm chức vụ này thông qua hình thức bỏ phiếu trực tiếp.
Mặc dù ông giữ chức vụ Phó tổng thống, Fillmore lại không được nhiều sự trọng dụng từ Tổng thống Taylor, ngay cả khi bàn về việc phân phát bảo trợ tại New York, Taylor chỉ hỏi ý kiến của Weed và Seward. Tuy nhiên, với vị trí Chủ tịch Thượng viện Hoa Kỳ, ông lại có thể chủ trì các cuộc đàm phán gay gắt trong viện này khi Quốc hội biểu quyết có nên cho phép chế độ nô lệ trong vùng lãnh thổ mà Hoa Kỳ có được sau Nhượng địa Mexico. Fillmore là người đã ủng hộ bản dự luật Omnibus của Henry Clay - nền tảng cho Hiệp ước năm 1850 - mặc cho sự đối lập của Tổng thống Taylor. Sau khi trở thành Tổng thống vào tháng 7 năm 1850, ông đã cho thay hết nội các của người tiền nhiệm và tự mình thực hiện các chính sách quan trọng. Ông đã gây áp lực cho Quốc hội để thông qua Hiệp ước năm 1850 bằng cách nêu ra những kết quả pháp lý tốt đẹp mà nó mang lại cho cả miền Bắc lẫn miền Nam Hoa Kỳ, và điều này đã dẫn đến kết quả là gói Hiệp ước gồm 5 dự luật nhỏ được phê duyệt và ban hành trong tháng 9 năm đó. Đạo luật Nô lệ Bỏ trốn là một phần gây tranh cãi trong Hiệp ước khi mà nó thúc giục những người nô lệ đã bỏ trốn trở lại với những người chủ hợp pháp của họ. Việc thi hành đạo luật này không những khiến cho Fillmore cảm thấy bản thân bị ràng buộc, mà còn tổn hại đến danh tiếng của ông và cả Đảng Whig, cũng như chia cách hai miền Nam - Bắc Hoa Kỳ. Trong vấn đề ngoại giao, ông ủng hộ việc chuyến hành trình của Hải quân Hoa Kỳ để mở đường các con đường giao thương với Nhật Bản, phản đối chủ tâm của Đệ nhị Đế chế Pháp về chủ quyền lãnh thổ bang Hawaii, và bị bẻ mặt bởi những chuyến hành trình gây chiến tranh trái phép tại Cuba gây ra bởi Narciso Lopez. Fillmore tìm kiếm cơ hội để được phục vụ một nhiệm kỳ đầy đủ trong cuộc bầu cử năm 1852, nhưng những thành viên của Đảng Whig đã bỏ qua ông để ủng hộ Winfield Scott.
Khi Đảng Whig tan rả sau nhiệm kỳ của Fillmore, những người theo trường phái bảo thủ giống ông gia nhập phong trào Know Nothings và hình thành Đảng Bản Địa Mỹ. Vào năm 1856, khi ông là ứng viên đại diện Đảng Know Nothing trong cuộc bầu cử Tổng thống, Fillmore không bàn luận nhiều về vấn đề nhập cư mà thay vào đó chú trọng việc giữ gìn sự đoàn kết của khối Liên minh, và kết quả chỉ thẳng được ở tiều bang Maryland. Ngoài công việc chính trị, ông cũng hăng hái tham gia các việc là xã hội như giúp thành lập Đại học Buffalo và trở thành vị giám đốc đầu tiên của ngôi trường này. Trong thời kỳ Nội chiến Hoa Kỳ, Fillmore lên án gay gắt việc ly khai của miền Nam, và đồng ý rằng khối Liên minh cần phải được duy trì bằng vũ lực nếu cần thiết, nhưng ông lại chỉ trích các chính sách chiến tranh của Tổng thống Abraham Lincoln. Sau khi hòa bình được lập lại, ông ủng hộ các chính sách trong Thời kỳ Tái thiết của Tổng thống Andrew Johnson. Mặc dù hình tượng của ông khá mơ hồ ngày nay, Fillmore được tôn vinh bởi một số người bởi những thành công trong các chính sách đối ngoại, nhưng cũng bị chỉ trích bởi việc thi hành Đạo luật Nô lệ Bỏ Trốn và có dính líu đến phong trào Know Nothings.